# Camptosphaeria
Camptosphaeria — рід грибів родини Lasiosphaeriaceae. Назва вперше опублікована 1870 року.

## Класифікація
До роду Camptosphaeria відносять 4 види:
- Camptosphaeria citrinella
- Camptosphaeria clavispora
- Camptosphaeria sulphurea
- Camptosphaeria venezuelensis